# Океания
Океания е географски регион, обединяващ множество държави и територии, предимно острови в Тихия океан и в близост до него. Точният обхват на Океания е спорен с различни интерпретации. Обикновено в региона се включват части от Австралазия, като Австралия, Нова Зеландия и Нова Гвинея, както и целия или части от Малайския архипелаг. Тихоокеанските острови на Океания обикновено се разделят на три големи групи на етнологически принцип – Меланезия, Микронезия и Полинезия. Терминът Океания Océanie е използван за пръв път през 1812 г. от датско-френския географ Конрад Малте-Брун, а думата Océanie идва от гръцката okeanòs, океан.

## География
Географията на Океания се характеризира със силната фрагментираност на сушата в хиляди острови и архипелази. Много малко от тях имат по-значителна площ – Нова Гвинея, Северният и Южният остров на Нова Зеландия, Тасмания и Австралия, която обикновено е разглеждана като цял континент. Повечето останали острови са атоли, а някои, най-често по-големите, са върхове на подводни планински хребети и са с вулканичен или континентален произход.
Общата площ на Океания е около 9 милиона km², а населението ѝ е около 39 милиона души, като 85% от площта и 54% от населението се намират на континента Австралия. Най-високата точка е връх Джая (4884 m) на остров Нова Гвинея. Климатът е предимно субекваториален и екваториален, а на юг – субтропичен и умерен. Често има тайфуни. Местообитанията са основно влажни тропични гори, савани и ливади. Бозайниците са слаборазпространени, за сметка на птиците и ендемитите.
Океания се разделя на четири основни области:
- Австралазия: Австралия и Нова Зеландия
- Меланезия: Нова Гвинея и съседните острови до Нова Каледония и Фиджи
- Микронезия: архипелазите между Палау и Гилбъртовите острови
- Полинезия: периферните острови от Хавайските острови през Питкерн и Великденския остров до Тонга.

## Откриване и опознаване
В древността народите на югоизточна Азия знаели за съществуването на многобройните острови в океана. Първите европейски мореплаватели, които проникват в югозападните части на Океания, са португалците и испанците, а по-късно и холандците. Първи по-подробни сведения за природата и населението на Океания са получени след околосветското пътешествие на Фернандо Магелан, а по-късно и от испанския мореплавател Луис Торес, от холандеца Абел Тасман, англичанина Джеймс Кук и други. Руските мореплаватели Белингхаузен и Лазарев също откриват и опознават част от островите на Океания. Известният руски пътешественик Николай Николаевич Миклухо-Маклай изучава езика на местното население в Нова Гвинея, дълги години живее сред тях и описва живота и традициите им.

## Държави и зависими територии
В политико-географско отношение Океания е представена от над 20 независими страни и владения. В социално-икономическо отношение рязко се отличават развитите Австралия и Нова Зеландия, чието население е предимно от европейски преселници.
| Държави и зависими територии          | Площ (km²) | Население  | Гъстота на населението (д/km²) | Столица             | ISO 3166-1 |
| ------------------------------------- | ---------- | ---------- | ------------------------------ | ------------------- | ---------- |
| Австралазия                           |            |            |                                |                     |            |
| Австралия                             | 7 686 850  | 22 028 000 | 2.7                            | Канбера             | AU         |
| Нова Зеландия                         | 268 680    | 4 108 037  | 14.5                           | Уелингтън           | NZ         |
| Зависими територии на Австралия:      |            |            |                                |                     |            |
| Коралови острови                      | 3          |            |                                |                     |            |
| Норфолк                               | 35         | 1866       | 53.3                           | Кингстън            | NF         |
| Меланезия                             |            |            |                                |                     |            |
| Папуа (провинция) (част от Индонезия) | 78 346     | 1 020 190  | 13                             | Джаяпура            |            |
| Фиджи                                 | 18 270     | 902 899    | 46.9                           | Сува                | FJ         |
| Нова Каледония (Франция)              | 19 060     | 272 620    | 12.6                           | Нумеа               | NC         |
| Папуа Нова Гвинея                     | 462 840    | 5 172 033  | 11.2                           | Порт Морсби         | PG         |
| Соломонови острови                    | 28 450     | 494 786    | 17.4                           | Хониара             | SB         |
| Вануату                               | 12 200     | 240 000    | 19.7                           | Порт Вила           | VU         |
| Микронезия                            |            |            |                                |                     |            |
| Микронезия                            | 702        | 135 869    | 193.5                          | Паликир             | FM         |
| Гуам (САЩ)                            | 549        | 160 796    | 292.9                          | Хагатна             | GU         |
| Кирибати                              | 811        | 96 335     | 118.8                          | Южна Тарауа         | KI         |
| Маршалови острови                     | 181        | 73 630     | 406.8                          | Маджуро             | MH         |
| Науру                                 | 21         | 12 329     | 587.1                          | Ярен (де факто)     | NR         |
| Северни Мариански острови (САЩ)       | 477        | 77 311     | 162.1                          | Сайпан              | MP         |
| Палау                                 | 458        | 19 409     | 42.4                           | Нгерулмуд           | PW         |
| Уейк (САЩ)                            | 2          |            |                                | Уейк                | UM         |
| Полинезия                             |            |            |                                |                     |            |
| Американска Самоа (САЩ)               | 199        | 68 688     | 345.2                          | Паго Паго, Фагатого | AS         |
| Острови Кук (Нова Зеландия)           | 240        | 20 811     | 86.7                           | Аваруа              | CK         |
| Великденски остров (Чили)             | 164        | 3791       | 23.1                           | Ханга Роа           | CL         |
| Френска Полинезия (Франция)           | 3961       | 257 847    | 61.9                           | Папеете             | PF         |
| Хаваи (САЩ)                           | 28 311     | 1 283 388  | 72.8                           | Хонолулу            | US         |
| Ниуе (Нова Зеландия)                  | 260        | 2134       | 8.2                            | Алофи               | NU         |
| Питкерн (Обединено кралство)          | 5          | 47         | 10                             | Адамстаун           | PN         |
| Самоа                                 | 2944       | 179 000    | 63.2                           | Апия                | WS         |
| Токелау (Нова Зеландия)               | 10         | 1431       | 143.1                          | —                   | TK         |
| Тонга                                 | 748        | 106 137    | 141.9                          | Нуку'алофа          | TO         |
| Тувалу                                | 26         | 11 146     | 428.7                          | Фунафути            | TV         |
| Уолис и Футуна (Франция)              | 274        | 15 585     | 56.9                           | Мата-Уту            | WF         |
| Общо                                  | 8 768 171  | 39 698 243 | 4.3                            |                     |            |
| Без континента Австралия              | 1 081 015  | 13 560 340 | 13.2                           |                     |            |

## Геология
От геологична гледна точка Океания не е континент. Само Австралия, Нова Каледония, Нова Зеландия, Нова Гвинея и Тасмания имат континентален произход. Те са част от древния суперконтинент Гондвана. В миналото тези острови са били свързани с обща сухоземна земна връзка, която потъва в резултат на повишаване на нивото на Световния океан. Релефът на тези острови е планински и силно разчленен. Най-високите планини в Океания включително и връх Джая (5029 m) се намират на остров Нова Гвинея.
Повечето от островите в Океания имат вулканичен произход. Част от тях представляват върхове на огромни подводни вулкани, а някои от тях проявяват и днес вулканична активност.
Друга част от островите имат коралов произход. Това са атолите, които се оформят в резултат на минералните наслагвания от жизнената дейност на коралите около потънали вулкани, например остров Гилбърт или Туамоту. Отличителна особеност на такива острови е наличието на големи лагуни, които са оградени от множество островчета, наречени моту, които рядко надвишават три метра. В Океания се намира и атолът с най-голямата лагуна в света. Това е атолът Куаджалин, намиращ се в архипелага Маршалови острови. Въпреки че площта на сушата е едва 16,32 km², площта на лагуната е 2174 km². Атолът с най-голяма площ на сушата е остров Рождество (или Киритимати), разположен в архипелага Лайн (или Централни Полинезийски Споради) – 322 km². Друг вид атоли, наречени повдигнати атоли, представляват платовидни острови издигнати на 50 – 60 m над морската повърхност. При този тип острови липсва лагуна, но има следи от съществуването ̀и в миналото. Примери за такива атоли са островите Науру, Ниуе, Банаба.
Релефът и геоложката структура на дъното на Тихи океан в района на Океания има сложна структура. От полуостров Аляска до Нова Зеландия се намират няколко котловини и дъблоководни океански хребети. Хребетите като Тонга, Кермадек и Бугенвил, които образуват геосинклинален пояс, характеризиращ се с активен вулканизъм, сеизмичност и разнороден релеф.
На повечето острови в Океания липсват полезни изкопаеми. Само на по-големите от тях се добива никел (Нова Каледония), нефт и природен газ (Нова Гвинея, Нова Зеландия), мед (Бугенвил), злато (Нова Гвинея, Фиджи), фосфати (Науру, на островите Банаба, Макатеа). В миналото на много от островите се е добивало гуано. Това е разложена тор от морски птици използвана за подобряване на азотното и фосфорното съдържание на почвата. Осеанското дъно на Изключителните икономически зони е богата на манганова руда, кобалт, но не е изгодно икономически разработване на находищата.

## Климат
Океания е разположена в няколко климатични пояса: екваториален, субекваториален, тропичен, субтропичен и умерен. Климатът на повечето от островите е тропичен, а на островите в близост до Австралия и Азия е субекваториален, на изток от 180 меридиан в зоната на екватора. На запад от 180 меридиан климатът е екваториален, а субтропичен  на север и юг от тропиците. Умереният пояс е характерен предимно за Южния остров на Нова Зеландия.
Климатът на островите се определя основно от пасатите, благодарение на които количеството на дъждовете е значително. Среднегодишното количество на дъждовете варира от 1500 до 4000 mm, макар че на някои острови и в частност на тези с особен релеф и на подветренната страна климатът може да бъде по-сух или по-влажен. В Океания се намира и едно от най-влажните места на планетата: на източните склонове на планината Ваиалеале на остров Кауаи ежегодно падат до 11 430 mm валежи като абсолютния максимум е достигнат през 1982 година. Тогава падат 16 916 mm дъждове). В близост до тропиците средната температура е около 23 °C, на екватора – 27 °C, с незначителни разлики между най-топлите и най-хладните месеци.
Климатът на островите в Океания се определя в значителна степен и от климатичните феномени Ел Ниньо и Ла Нинья. По време на Ел Ниньо междутропичната конвергентна зона се движи на север от екватора, а при Ла Ниня обратно – на юг. При Ел Ниньо на островите се наблюдават силни дъждове, а при Ла Ниня силна суша.
Повечето от островите на Океания са подложени и на силното въздействие на природни катаклизми. Такива са вулканични изригвания (Хавайски острови, Нови Хебриди), земетресения, цунами, циклони, съпровождани от тайфуни и силни дъждове или суша. При много от катастрофите се нанасят материални и човешки жертви. Например в резултат на цунами в Папуа – Нова Гвинея през юли 1999 г. загиват 2200 души.
На Южния новозеландски остров и в Новая Гвинея във високата част на планините се срещат и ледници, които в резултат на глобалното затопляне прогресивно намаляват.

## Почви и хидрология
В различните климатични условия се е формирала много разнообразна почва. Почвата на атолите е високо алкална и доста лоша. Обикновено тя е пореста, трудно задържа влага и съдържа много малко органични и минерални вещества с изключение на обилното количество Ca, Na и Mg. Почвите на вулканичните острови се отличават с високо плодородие. На големите планински острови се срещат червено-жълти, планински латеритни, планински ливадни, жълто-кафяви, жълти и червени почви.
Големи реки в Океания са изключителна рядкост. Те са характерни само за Нова Зеландия и Нова Гвинея. Най-дългите реки са новогвинейските Сепик (1126 km) и Флай (1050 km). Най-голямата новозеландска река е Уаикато (425 km). Основните източници на вода за реките са дъждовете, а в Нова Зеландия и Нова Гвинея се подхранват и от ледници и снеговалежи. Практически на атолите липсват реки, което се дължи на порестата им структура. Дъждовната вода се просмуква в почвата като образува линза – леко солена вода, която може да се добива само ако се прокопае кладенец. На по-големите острови и то предимно вулканичните се срещат неголеми водни потоци, които се вливат в океана. Най-голям брой езера, в това число и термални се намират в Нова Зеландия, където се наблюдават дори и гейзери. На останалите острови в Океания езерата са по-скоро изключение.

## Флора и фауна
Океания влиза в Палеотропичната растителна област, която се подразделя на три подобласти – меланезийско-микронезийска, хавайска и новозеландска. Сред най-разпространените растения е кокосовата палма и хлебното дърво, които оказват важна роля в бита на местното население. Плодовете им се използват за храна, дървесината е източник на гориво, строителен материал, а от ендосперма на кокосовите орехи се добива копра, която се изнася за страните от целия свят. На островите растат и голямо количество епифити (папратовидни, орхидеи). Най-голямо количество ендемити на флората и на фауната, се срещат в Нова Зеландия и на Хавайските острови, а от запад на изток се наблюдава намаляване на броя на растителните видове, родове и семейства.
Животинският свят в Океания спада към Полинезийската фаунистична област с подобласт на Хавайските острови. Фауната на Нова Зеландия е отделена в самостоятелна област, а Нова Гвинея спада към Папуаската подобласт на Австралийската. Най-голямо разнообразие от животински видове има на Нова Зеландия и Нова Гвинея. На малките острови на Океания, и преди всичко на атолите бозайници почти не се срещат. Голяма част от островите се обитават от единствен бозайник – полинезийски плъх. За сметка на бозайниците птичото разнообразие е огромно. На повечето от атолите се намират своеобразни птичи колонии, където гнездят морските птици. От представителите на фауната на Нова Зеландия най-известна е птицата киви, която е и национален символ на островната държава. Други интересни ендемити са кеа (на латински: Nestor notabilis), какапо (на латински: Strigops habroptilus), такахе (на латински: Notoronis hochstelteri, или безка султанка). На всички острови в Океания се срещат змии, гущери и насекоми.
В хода на европейската колонизация на много от островите са привнесени чужди видове растения и животни. Те оказват негативно и дори пагубно влияние върху местните видове.
В Океания се намират много охраняеми територии, повечето от тях заемат значителна площ. Например от 28 януари 2008 г. островите Феникс и съседните водни площи в Кирибати днес е най-големият в света морски резерват с площ от 410 500 km²).

## Население
Коренните жители на Океания са полинезийци, микронезийци, меланезийци и папуаси. Броят на населението на Океания възлиза на около 10 млн. души. Териториалната им разпръснатост е специфична за този регион. Характерна особеност за населението на Океания е разнообразнит расов и етнически състав. Коренните жители на най-големия остров в Океания – Нова Гвинея, са папуасите, а на остров Нова Зеландия – маорите. Местното население на Нова Каледония са канаките. Населението на някои от островите на Океания е главно с англосаксонски произход. Селските жители са основна част от населението и представляват около 80% в Папуа-Нова Гвинея и 75% във Вануату.
Полинезийците живеят в страните от Полинезия и са представители със смесен расов тип. В тяхната външност се откриват черти на европеоидната и монголоидната раса и в незначителна степен на австралоидната. Най-големите народи на Полинезия са хавайците, самоанците, таитяните, тонганците, маорите, маркизците, рапануйци и други. Роднните езици на населението се отнася към полинезийската подгрупа на австронезийското езиково семейство – хавайски, самоански, таитянски, тонгански, маорски, маркизки, рапануйски и други. Характерна особеност на полинезийските езици е употребата на малко звуци, особено съгласните, докато гласните изобилстват.
Микронезийците живеят в страните от Микронезия. Най-големите народи са каролинците, кирибати, маршалците, науруанците, народа чаморо и други. Родните езици се отнасят към микронезийската група на австронезийскота езиково семейство – кирибатски, каролински, кусаие, маршалски, науруански и други. Езиците палау и чаморо спадат към западно малайско-полинезийския, а япския език образува самостоятелен клон в състава на океанските езици, към които се отнасят и микронезийските езици.
Меланезийците живеят в страните от Меланезия. Спадат към австралоидния расов тип, с неголеми монголоидни примеси. Говорят меланезийски езици, които са близки помежду си въпреки широкото географско разпространение. Езиковите различия между отделните племена може да бъдат много големи до степен представители на две съседни села да не могат да се разбират помежду си.
Папуасите населяват остров Нова Гвинея и някои райони на Индонезия. По антропологически тип те са близки с меланезийците, но се отличават от тях по говорения език. Не всички папуаски езици са родствени помежду си. Ето защо общонационалният език на папуасите в Папуа - Нова Гвинея е креолския език ток писин, изграден на основата на английски език. По различни данни народите и езиците на папуасите наброяват от 300 до 800. При това съществуват трудности при установяване на различията между отделните езици и диалекти.
Много от езиците в Океания се намират на ръба от изчезване. В ежедневието на местните народи все по-популярни стават английския и френския език, които изместват употребата на местните езици. Местините езици се говорят от незначителна част от населението. На първо място по използвани езици е английския с 16 млн. говорещи в Австралия и 3 млн. в Нова Зеландия. Японският е говорен от около 250 хил. души преселници на Хавайските острови, Палау и Марианските острови. Френският език се употребява в Таити и Нова Каледония, а китайски от около 50 хил. души на Хавай. Хинди или креолски език с преобладаващи думи от хинди се говори от около 234 хил. души във Фиджи.
Разпрострнението на коренното население варира в различните части на Океания. На Хавайските острови процентът на коренното население е незначителен, а в Нова Зеландия маорите са до 15% от населението на страната. Полинезийците на Северните Мариански острови са около 21,3%. В Папуа – Нова Гвинея населението е предимно от папуаси, а съвсем малък процент са представителите на други некоренни народи.
В Нова Зеландия и на Хавайските острови мнозинството от населението са европейци по произход, в Нова Каледония европейците са около 34%, а във Френска Полинезия са 12%. На островите Фиджи 38,2% от населението представлява индийци, които са потомци на работници в тръстиковите полета преселници от Индия.
Наблюдава се увеличаване на преселници от Азия – предимно китайци и филипинци, като на Северните Мариански острови процентът на филипинците достига до 26,2%, а на китайците 22,1%.
Населението на Океания изповядва основно протестантско и в малка степен католическо християнство. Традиционните анимистки вярвания са все още разпространени сред някои племена. Те са свързани с вярата в зли духове, които са виновни за отравянето на хората, което води до тяхното нещастие и смърт. През последните преброявания много от хората в Австралия и Нова Зеландия не посочват религия към която да принадлежат. В Тонга всекидневният живот е силно повлиян от полинезийските традиции и най-вече от християнсктвото. В Самоа е широко разпространена бахайската вяра.

## Икономика
Поради географските и демографските особености на Океания, основната част от стоковата продукция да се формира от риболова и земеделието – кокосови орехи, кафе, какао, подправки. Перспективен отрасъл в някои страни е добивът на ценна дървесина за износ – Папуа – Нова Гвинея, Соломоновите острови, Фиджи, западна Самоа. Животновъдството е добре развито в Нова Зеландия, където по брой на овцете страната е на 4-то място в света, по добив на вълна – на трето, а по износ на масло, месо, вълна – на едно от първите места.
По отношение на минералните ресурси се отделят две страни с много големи запаси на медна руда и злато – Папуа – Нова Гвинея, и на фосфорити – Науру. Намират се залежи от никелови руди, въглища и др. Промишлеността е много добре развита в Нова Зеландия – металургия, автомобилостроене, битова техника, цимент, хартия.
В Австралия, Нова Зенландия, Нова Гвинея, Фиджи и др. е развит туризмът.